# Фенотипическое смешение
Фенотипи́ческое смеше́ние — форма взаимодействия между двумя вирусными частицами, каждая из которых несёт свой собственный уникальный генетический материал. Две частицы «делят» белковую оболочку (капсид), поэтому они имеют общий набор опознавательных поверхностных белков, но в то же время несут разный генетический материал.
Впервые явление фенотипического смешения было описано при смешанной инфекции чётных бактериофагов.